# Sharjah Al Jubail
Sharjah Al Jubail (также известная как Al Jubail Terminal) — автостанция в Шардже, ОАЭ, расположенная в Эль-Джубайле и примыкающая к центральному деловому району Шарджи Даунтаун (Downtown). Принадлежит транспортной организации RTA.
Автостанция Sharjah Al Jubail площадью 5 акров является одной из крупнейших в эмирате Шарджа. На станцию ведут входы, находящиеся в северной части (Al Jubail Souq), в восточной части (Sharjah Central Souq) и в южной части (Sharjah Rolla-Beach Road).

## Платформы
| Номер платформы | Конечная остановка |
| --------------- | ------------------ |
| 1               | Абу-Даби           |
| 2               | Дубай              |
| 3               | Аджман             |
| 4               | Фуджейра           |
| 5               | Рас-эль-Хайма      |
| 6               | Умм-эль-Кайвайн    |
| 7               | Маскат, Оман       |

## Маршруты
Терминал Al Jubail обслуживает, в основном, городские, пригородные и междугородные маршруты. Предприятие RTA в Дубае обслуживает междугородные маршруты от станций метрополитена Al Ghubaiba, Deira City Centre и Union до Al Jubail, в то время как дочернее предприятие SRTA обслуживает маршруты между остановочными пунктами Mall of the Emirates, Dubai International Airport и Centrepoint.
| Маршрут автобуса | Конечная остановка       |
| ---------------- | ------------------------ |
| 1                | Sahara Mall              |
| 3                | Safari Mall              |
| 8                | Sahara Mall              |
| 9                | Sahara Mall              |
| 14               | Sharjah Airport Terminal |
| 14X              | Al Muwaileh Terminal     |
| 15               | Sharjah Airport Terminal |
| 77               | Al Saja'a Terminal       |
| 88               | Al Saja'a Terminal       |
| 99               | Sharjah Airport Terminal |

### Междугородные маршруты
Междугородные автобусы курсируют по странам Объединённых Арабских Эмиратов и Омана (Шарджа—Маскат).